# Валіде-султан (титул)

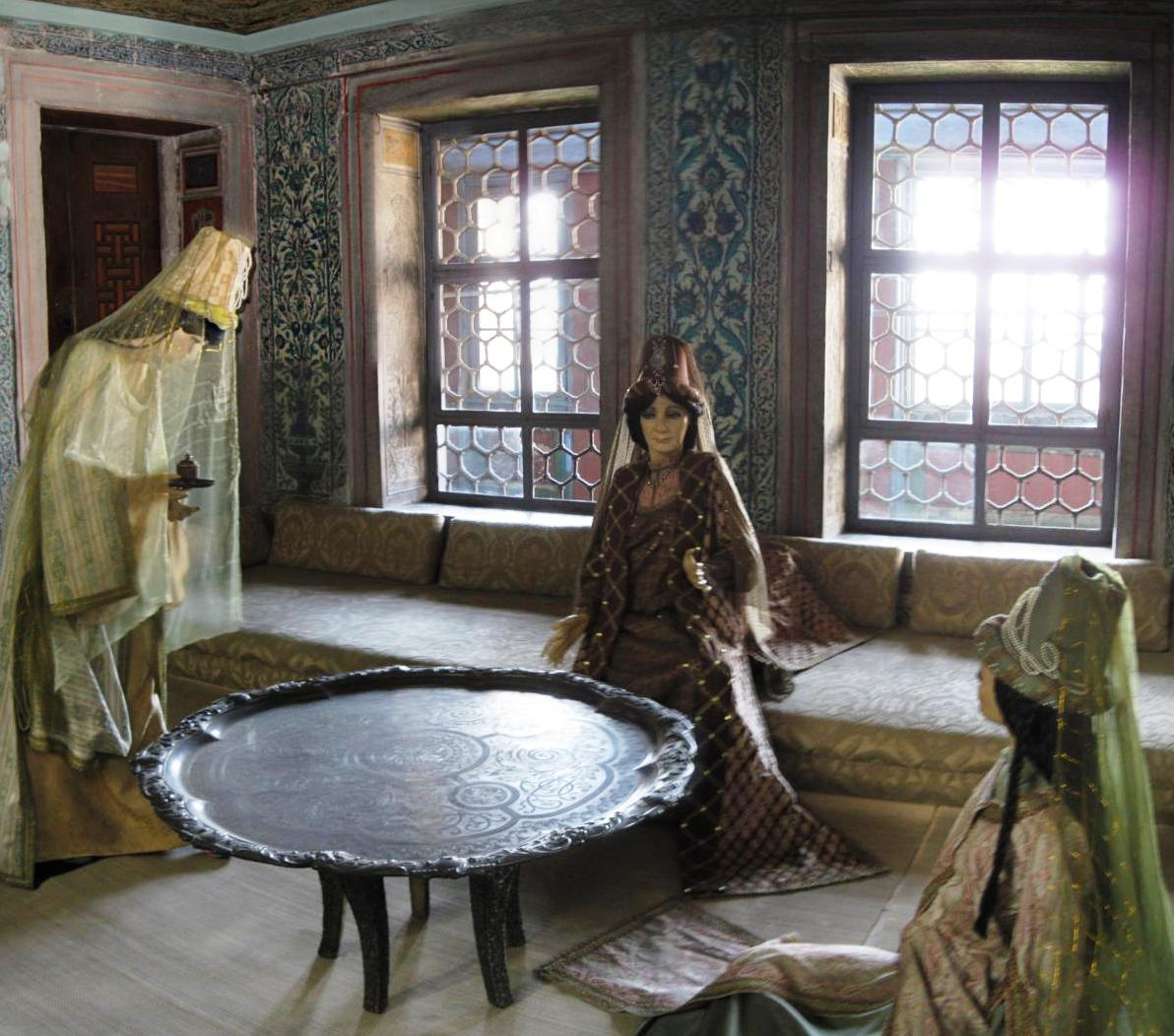
Реконструкція однієї з кімнат апартаментів валіде-султан в палаці Топкапи

Валіде́-султа́н (осман. والده سلطان — «мати султана») — офіційний титул матері правлячого султана Османської імперії, який вживався з XVI століття.
Першою носійкою титулу була Хафса-султан, мати султана Сулеймана I. До його введення за сельджуцькою традицією використовувався титул хатун. Пізніше поряд із титулом валіде-султан використовувалися титули мехд-і ульа-йи-салтанат  (осман. مهد علياي سلطنت) - «колиска великого султана», валіде-і-падишах (осман. والده پادشاه) - «мати правителя» та валіде-і-саадетпенах (осман. والده سعادت پناه) - «мати щасливого притулку». 
В історії Османської імперії було тридцять шість султанів і один халіф. Відомо про двадцять трьох матерів, які дожили до їхнього правління. У двох випадках султанами ставали повнорідні брати (Мурад IV і Ібрагім I / Мустафа II і Ахмед III), а їхні матері, Кесем-султан і Еметуллах Гюльнуш-султан, двічі звалися валіде. В одному випадку обов'язки матерів султана при дворі виконувала мачуха — Пересту кадин-ефенді.
Протягом усього правління сина мати султана була найвпливовішою постаттю у гаремі. Вона користувалася великою повагою та впливом як у палаці, так і за його межами, часто активно втручаючись у державні справи. Якщо не доживала до правління сина чи помирала під час нього, частина її привілеїв, обов'язків, а іноді й титул валіде, покладалися на няню султана, хазнедар-уста (керівницю гаремом) чи прийомну матір правителя.  Найбільшого впливу у політиці матері султанів досягли в XVI-XVII століттях - в епоху «Жіночого султанату».  Найважливішими фігурами цього періоду були Нурбану-султан (мати Мурада III), Сафіє-султан (мати Мехмеда III), Кесем-султан (мати Мурада IV та Ібрагіма I) та Турхан-султан (мати Мехмеда IV). Зі смертю султана або його усуненням із трону весь його гарем вирушав до Старого палацу, звідки після сходження на трон його наступника викликалася мати останнього, яка під час пишної церемонії валіде алаї отримувала титул «валіде-султан», очолювала гарем сина і шанувалася як «перша жінка держави».
Матері султанів походили здебільшого з наложниць, тому вони, як правило, не отримували систематичної освіти, проте вміли читати та писати.  Валіде-султан мали дохід (башмалик) із султанських земель у різних частинах імперії, володіли літніми та зимовими маєтками, а також отримували подарунки від османської аристократії та іноземних держав. Справами валіде-султан поза межами палацу займалися баб-ус-сааде агалари (голови білих євнухів). Валіде-султан вкладали значні капітали у вакуфи, започатковані ними в Стамбулі, Мецці, Медіні та Єрусалимі. За вакуфами стежив дар-ус-сааде агаси (голова чорних євнухів).

## Термін
Слово валіде (والده) буквально означає «мати» османською турецькою від арабської wālida.
Султан (سلطان, sulṭān) — арабське слово, яке спочатку означало «влада» або «панування». До початку XVI століття цей титул, який носили як чоловіки, так і жінки Османської династії, замінив інші, за якими були відомі видатні члени султанської родини (зокрема, хатун для жінок і бей для чоловіків).  Отже, титул валіде-хатун, який носили матері правлячих султанів до XVI століття також перетворився на валіде-султан.
Західна традиція знає османського правителя як султана, але самі османи використовували слово падишах (імператор) або хюнкар для позначення свого правителя. Титул складався з слів «султан» та «хан» (наприклад, султан Сулейман-хан). У офіційному зверненні діти султана також мали титул султан, імперські принци (шехзаде) носили його перед своїм іменем, а принцеси — після. Наприклад, Шехзаде Султан Мехмед і Міхрімах-султан були сином і дочкою Сулеймана Пишного. Подібно до принцес, жива мати й головна дружина правлячих султанів носили титул після своїх імен. Наприклад, Хафса-султан, мати Сулеймана та перша валіде, і Хюррем-султан, головна дружина Сулеймана та перша хасекі.

## Роль та позиція

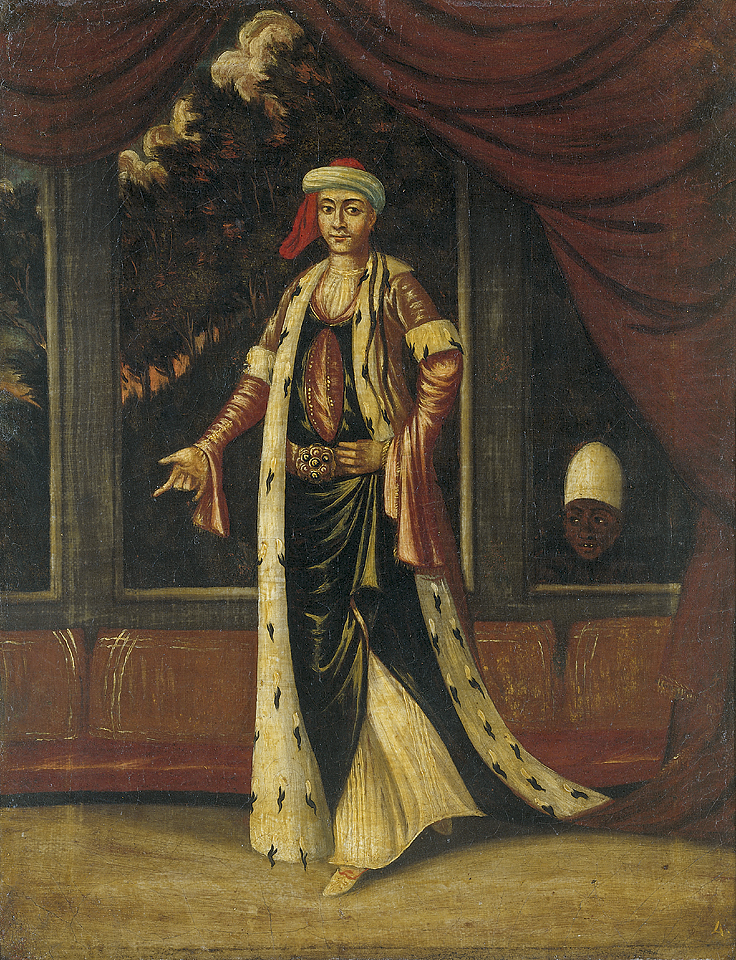
Зображення валіде-султан. Жан-Батист Ванмур. XVIII століття.

Валіде-султан — найважливіша особа в Османській імперії після самого султана у більшості випадків. Як його мати, за ісламською традицією («Право матері — це право Бога»), валіде була достатньо впливова. Вона мала велику владу при дворі султана, у власних покоях (завжди поруч із сином) і на державних діячів. Оскільки мати султана мала прямий та близький доступ до нього, то часто впливала на урядові рішення та великого візира взагалі. Вона була в центрі політичних процесів і інтриг Османської імперії. Також традиційно їй доступні значні економічні ресурси і часто валіде фінансувала великі архітектурні проекти, такі як комплекс мечеті Атіке Валіде в Стамбулі. Здійснювала масштабні благодійні заходи та будувала, оскільки це вважалося одним із основних способів продемонструвати вплив і багатство. Матері султанів  також були одними з небагатьох людей в імперії, які мали можливість і засоби для здійснення дорогих проєктів. Наприклад, щоденна платня Нурбану-султан як матері Мурада III становила 2000 акче. Це надзвичайно велика сума для того часу й означає, що валіде мала великий вплив при дворі. Вона також мала особливі привілеї, які не були в інших членів гарему, як-от мобільність поза його межами. Іноді це церемоніяльна видимість публіці або завуальовані зустрічі з урядовцями та дипломатами. Окрім того, мати султана очолювала один із найважливіших елементів дипломатії при дворі Османської імперії — шлюби принцес. Наймогутніші та найвпливовіші мали кількох дочок, з якими вони укладали важливі союзи через шлюб. Протягом XVII століття, у період, відомий як Жіночий султанат, роль валіде піднялася на нову висоту. Вони були регентками при малолітніх синах та мали величезну владу.
Більшість жінок гарему, які були рабинями, не були офіційно одружені з султанами. Але їхні діти вважалися цілком законними за ісламським правом, якщо їх визнав батько.